# Родос (город)
Ро́дос (греч. Ρόδος) — город и порт в Греции, на севере Родоса. Расположен в 12 километрах к северо-востоку от аэропорта «Диагорас» на побережье пролива Родос Эгейского моря. Население 49 541 человек по переписи 2011 года. Административный центр общины (дима) Родос в периферийной единице Родос в периферии Южные Эгейские острова. Торговый и туристический центр. Жители преимущественно заняты в обработке сельскохозяйственной продукции и рыболовстве.
В Родосе находился Колосс Родосский — одно из семи чудес света. Теперь туристов привлекает в город один из памятников Всемирного наследия — средневековая Родосская крепость, воздвигнутая в период франкократии как штаб-квартира рыцарского ордена госпитальеров.

## История

### Античный Родос

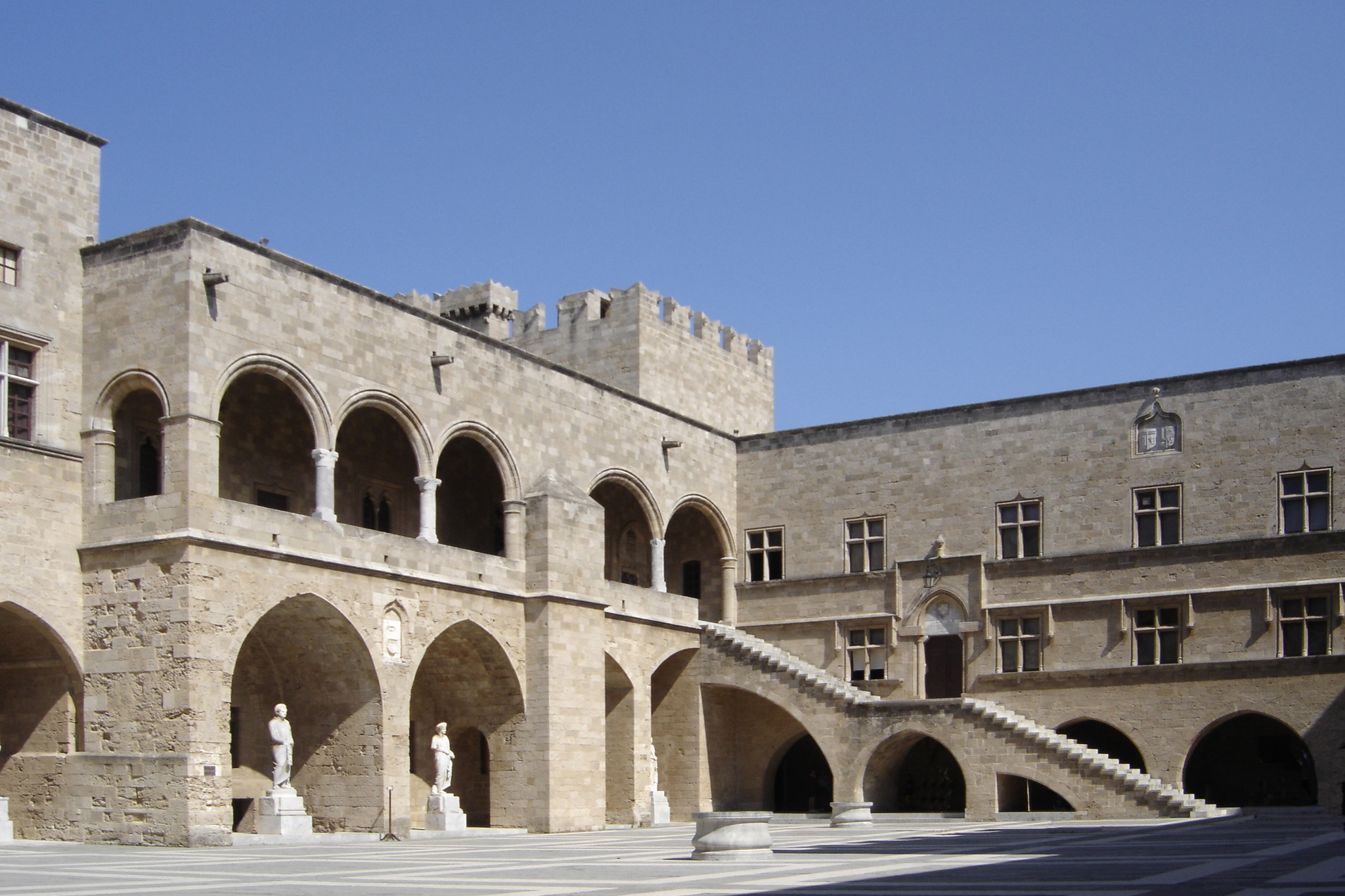
Дворец великих магистров Родосского ордена

В 408 году до н. э. во время Пелопоннесской войны жителями Камира, Иалиса и Линда основан античный полис Родос, ставший экономическим, политическим и культурным центром. Этому предшествовал выход полисов Камира, Иалиса и Линда из Первого афинского морского союза по предложению наварха Дориея, сына Диагора. Дориея послал пелопонесский наварх Миндар в зимнюю кампанию двадцатого года Пелопоннесской войны (сентябрь 412—март 411 года до н. э.) по просьбе родосских олигархов для подавления мятежа.
Место для города было выбрано в самой северной части острова в 8 километрах от Иалиса, откуда можно было осуществлять контроль за кораблями, плававшими в восточной части Эгейского моря.
В 396 году до н. э. наварх Конон во главе флота персидского царя Артаксеркса II вынудил пелопоннесский флот во главе с навархом Фараксом покинуть Родос и убедил жителей Родоса перейти на сторону царя. В том же году в Родосе произошло восстание, поддержанное Кононом. Заговорщики убили и изгнали родосских аристократов, диагоровцев и установили демократию. Конону и родосцам удалось захватить у Родоса суда с грузом 500 тысяч мер зерна, посланные спартанцам египетским фараоном Неферитом I.
В 394 году до н. э. во время Коринфской войны родосские олигархи, сторонники Спарты восстали в Родосе против демократии. Противники Спарты выступили с оружием, но потерпели поражение, были убиты и изгнаны. В помощь олигархам в 392 году до н. э. были посланы семь триер во главе с навархом Экдиком, а также 12 триер во главе с навархом Телевтием, к которым присоединились 15 триер с Самоса. Афиняне послали к Родосу флот из 40 триер во главе с навархом Фрасибулом, но он отступил и ушел в Геллеспонт.
Родос вошел в 377 году до н. э. во Второй афинский морской союз.
В 364 году до н. э. фиванский флот из 100 триер во главе с навархом Эпаминондом прогнал афинский флот во главе с навархом Лахетом. Эпаминонд заключил договор о дружбе Фив с Родосом, Хиосом и Византием. Объединение Родоса с Фивами рухнуло после битвы при Мантинее в 362 году до н. э.
В 357 году до н. э. во время Союзнической войны Родос вышел из афинского союза. При поддержке карийского царя Мавсола власть в Родосе в 355 году до н. э. перешла от демократии к олигархам во главе с тираном Игисилохом. В 352 году до н. э. Мавсол умер, на трон Карии взошла Артемисия. Флот Родоса напал на Галикарнас, но потерпел поражение. Флот Карии захватил Родос. Артемисия казнила руководителей Родоса и установила в Родосе бронзовый памятник, где она представлена выжигающей клейма на гражданах Родоса. После смерти Артемисии в 350 году до н. э., Родос перешел в зависимость к её брату Идриею. Родосцы изгнали карийцев только в 343 году до н. э.
В 334 году до н. э. Александр Македонский направил гарнизон в Родос, изгнанный после смерти царя в 323 году до н. э.
Время наибольшего подъема античного Родоса приходится на эллинистический период, III—II века до н. э. Родос являлся самым значительным центром транзитной торговли в Восточном Средиземноморье. В результате археологических раскопок открыты находившиеся на акрополе стадион, театр и храмы, а также фундаменты зданий, улицы, подземная сеть канализации и водоснабжения и участки античных крепостных стен. В 305 году до н. э. во время четвёртой войны диадохов Деметрий I Полиоркет осадил Родос, но Родос получил подкрепления от Птолемея I Сотера и устоял. В 304 году до н. э. был заключен мирный договор.
Родос был разрушен при землетрясении в 226 году до н. э., которое разрушило и Колосс Родосский.
В 190 году до н. э. после битвы при Магнезии Родос получил Карию и Ликию. В 178 году до н. э. посольство ликийцев пожаловалось на жестокость родосцев в римский сенат. В 168 году до н. э. во время Третьей Македонской войны был лишен территорий в Карии и Ликии.
Одним из событий Первой Митридатовы войны стала осада Родоса в 88 году до н. э. Родос принял беженцев из занятой Митридатом римской провинции Азии. Флот понтийского царя Митридата VI был отбит родосским навархом Дамагором.
В 42 году до н. э. во время гражданской войны в Древнем Риме после смерти Цезаря Родос был захвачен Кассием. Родос пришел в упадок.
Город официально назывался «дем родосцев», был построен амфитеатром по гипподамовой системе и славился своей градостроительной структурой. Город располагал широкими пересекающимися под прямым углом улицами. Согласно сведениям, содержащимся в текстах античных авторов, город украшало множество храмов и статуй. В городе было пять портов, из которых установлено местонахождение трех, тогда как следы двух других утеряны. Одним из них был Большой порт, соответствующий нынешнему Торговому порту. Другим портом был Военный порт, находившийся на территории Мандраки. Во время военных действий вход в него закрывался цепью. И, наконец, третий порт находился на территории порта Акантии. Многие из улиц позднейшего средневековья города совпадали с улицами античного времени. Например, на улице Рыцарей (Иппотон) в античности проходила улица, ведшая от храма бога Гелиоса к Большом порту.

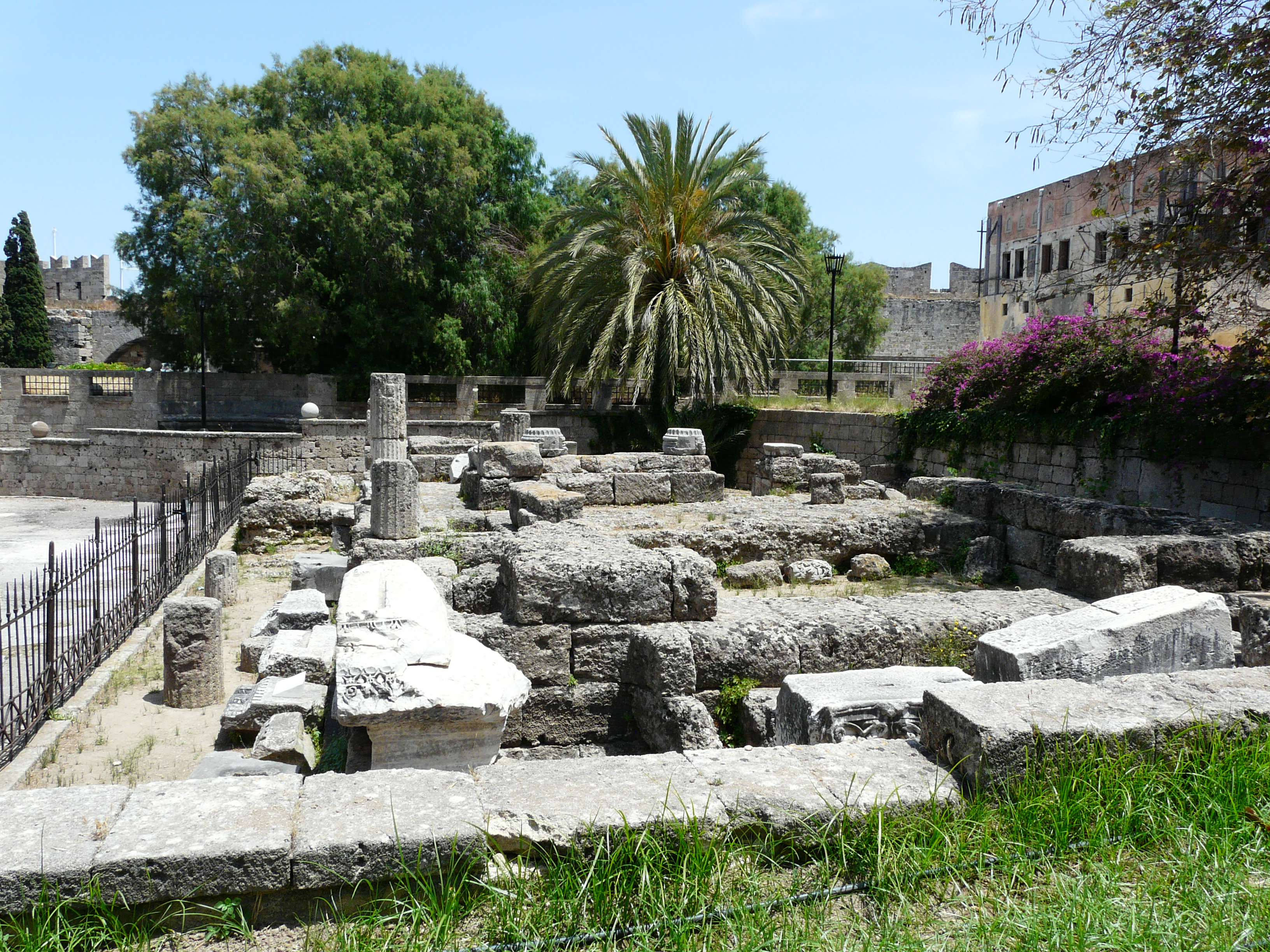
Руины храма Афродиты

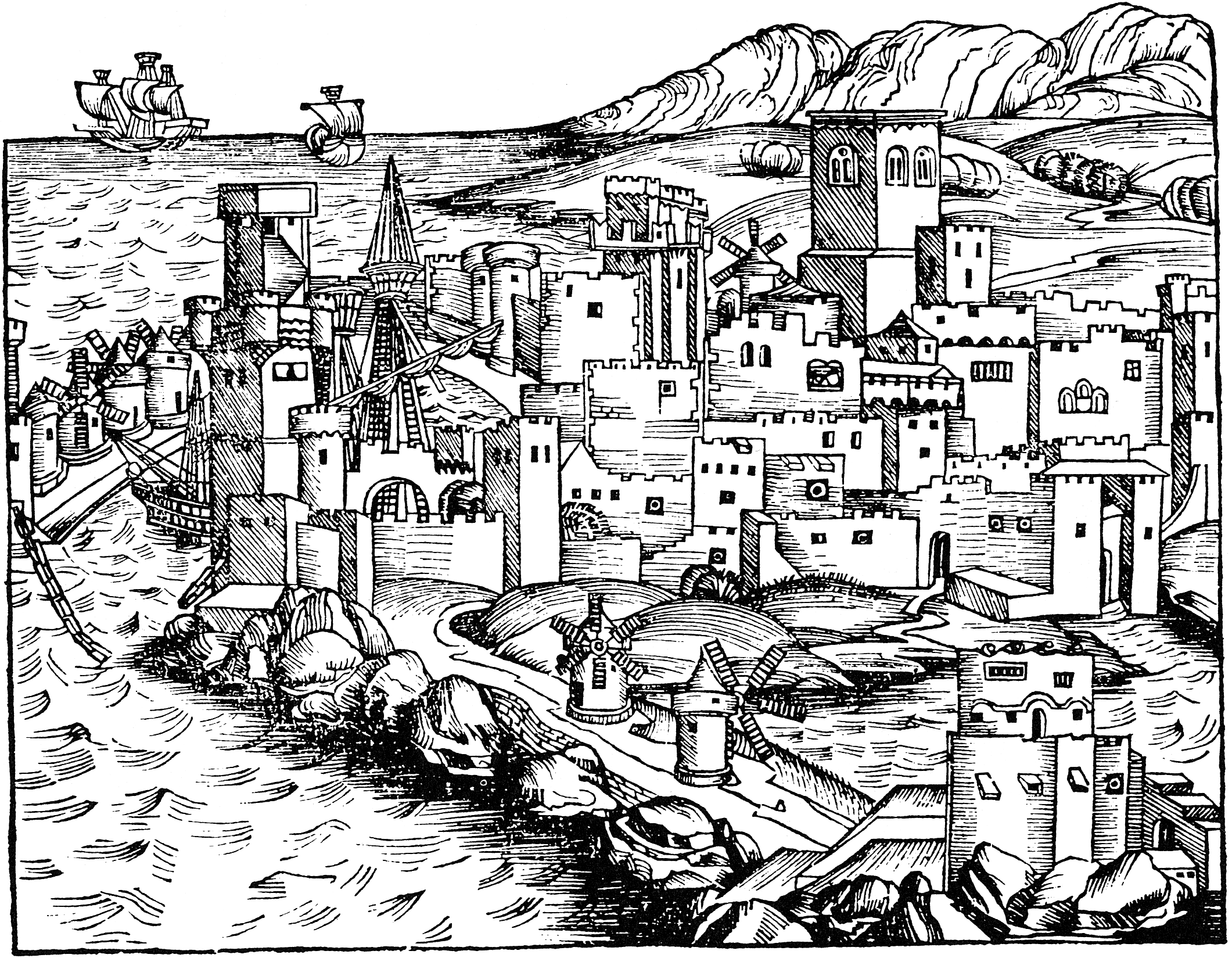
Город Родос на гравюре 1493 года

Храм бога Гелиоса предположительно был построен на территории, где в настоящее время стоит дворец Великих Магистров. В северной части Большого порта стоял храм Афродиты. Обнаруженные останки храма датируются III веком до н. э. К западу от этой территории находились судоверфи.
Античный город был окружен крепостными стенами. Стены города охватывали также акрополь, который не был укреплен и находился в юго-западной части города, на холме Святого Стефана или Монте-Смит. Пять портов имели особые укрепления. Окруженный стенами город занимал приблизительно ту же территорию, которую занимает современный город. Площадь города составляла около 15 квадратных километров, а численность населения достигла 60 000—100 000 человек.
В самой северной части акрополя античного Родоса сохранились развалины храма Афины Полиады. К югу и востоку от храма обнаружены постройки, сооруженные ниже уровня земли. Эти сооружения, сообщавшиеся с подземным водопроводом города, называются нимфеями, поскольку были посвящены культу нимф. К юго-востоку от нимфеев и храма Афины раскопан малый театр, в настоящее время полностью реконструированный. Оригинальными являются только три сидения первого ряда. Малые размеры театра (вместимость — всего 800 мест) указывают, что речь идет не о городском театре, а о сооружении для музыкальных выступлений и иного рода мероприятий в честь Аполлона и даже для выступлений ораторов. К юго-востоку от театра открыт стадион античного города — сооружение II века до н. э. Античный стадион также реконструирован, причем оригинальными являются только несколько ступеней его чаши. К востоку от стадиона находился гимнасий, от которого сохранились только скудные остатки.
В самой высшей, западной част акрополя находился храм Аполлона Пифейского, к которому вела большая лестница. Восстановлены три колонны храма, поддерживающие карниз.
К юго-западу от стадиона раскопаны гробницы, тогда как некрополи античного города (IV—III века до н. э.) находятся близ Родини, самым значительным захоронением в которых является так называемая «гробница Птолемеев». Кладбища обнаружены также в районе Сгурос, у дороги на Коскину и в Агия-Триада.

### Византийский Родос
В византийскую эпоху (IV век н. э. — 1309 год) город Родос был столицей фемы Кивирреоты. Город являлся важной морской и военной базой и местопребыванием православного митрополита.
Во время землетрясения 515 года город подвергся значительным разрушениям, после чего стал занимать значительно меньшую территорию по сравнению с территорией античного города. Несмотря на то, что новая территория города не определена точно, ясно, что город состоял из византийской крепости и укрепленного города.
К этой же эпохе относится значительное число раннехристианских церквей, расположенных по всему острову. Внутри города открыта базилика с мозаичными потолками V века в юго-западной части (перекресток улиц Павлу Мела и Химаррас), здание той же эпохи с мозаичными полами (на улице Химаррас) и, наконец, ещё одна базилика у нового стадиона. В XIII веке, когда Родосом правили братья Лев и Иоанн Гавала, византийские церкви города строятся уже внутри крепости. Когда остров захватили турки, они превратили церкви в мечети, приспособив для нужд собственной религии.

### Рыцарский Родос

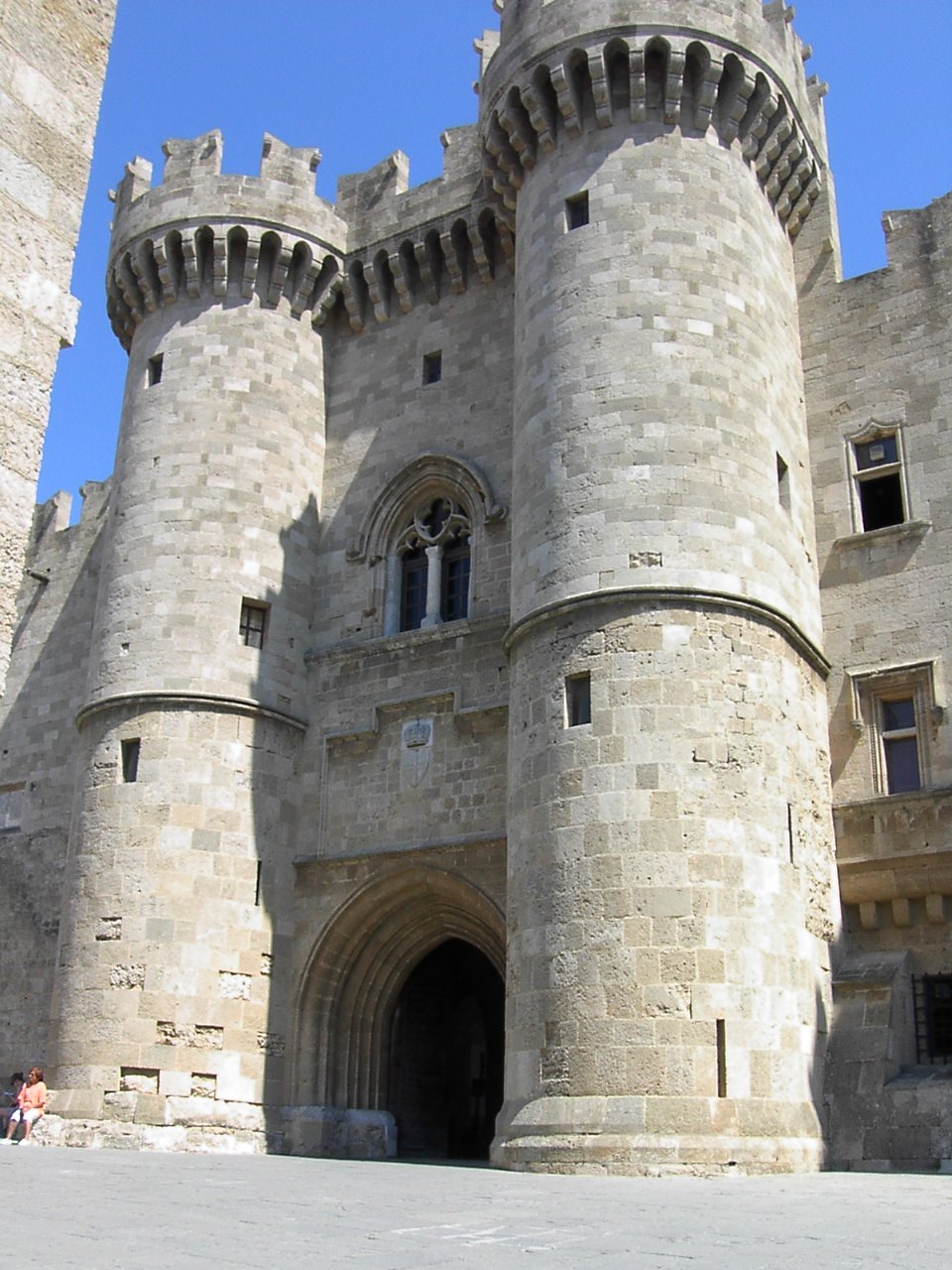
Вход во Дворец великих магистров

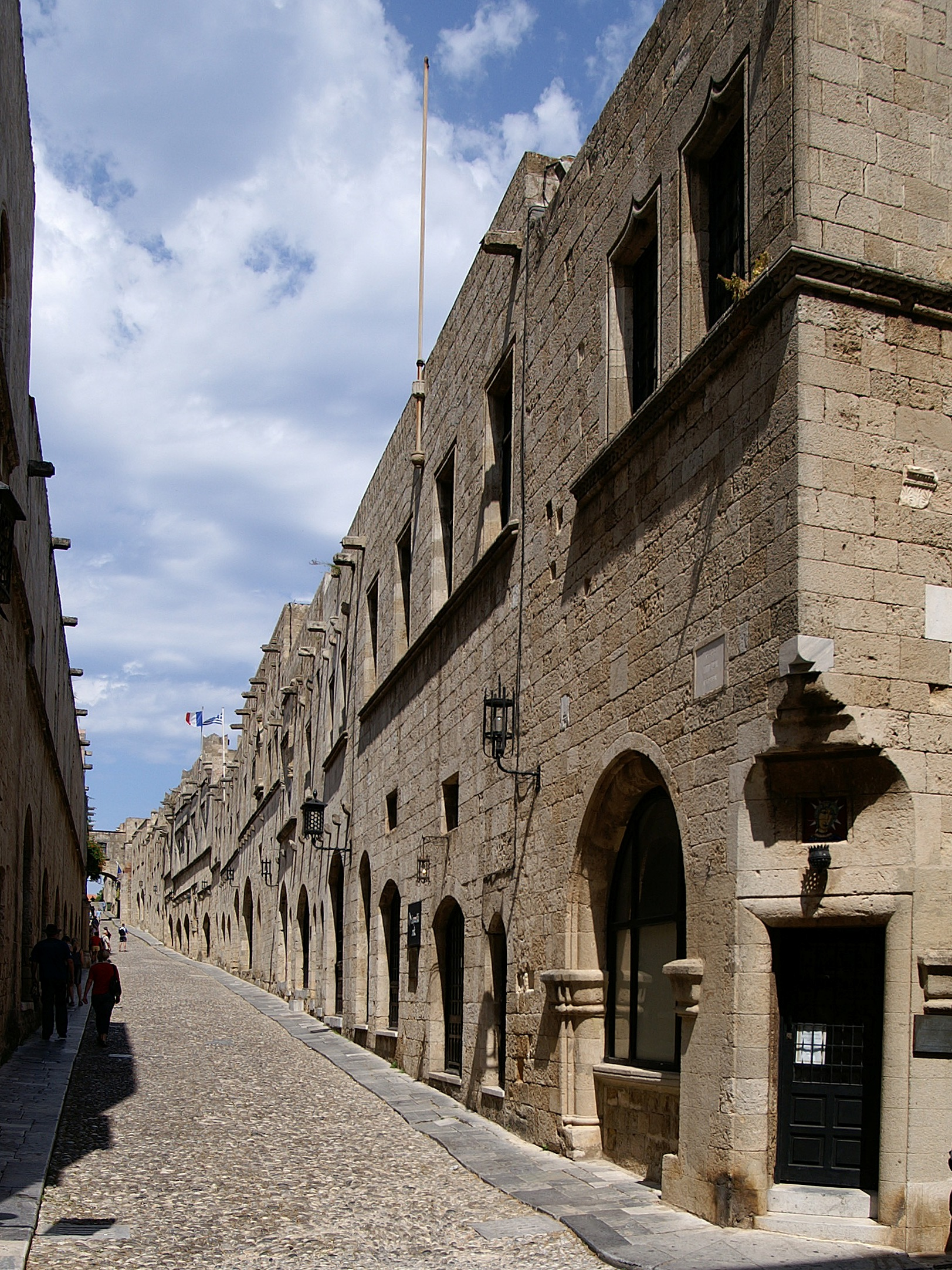
Улица рыцарей

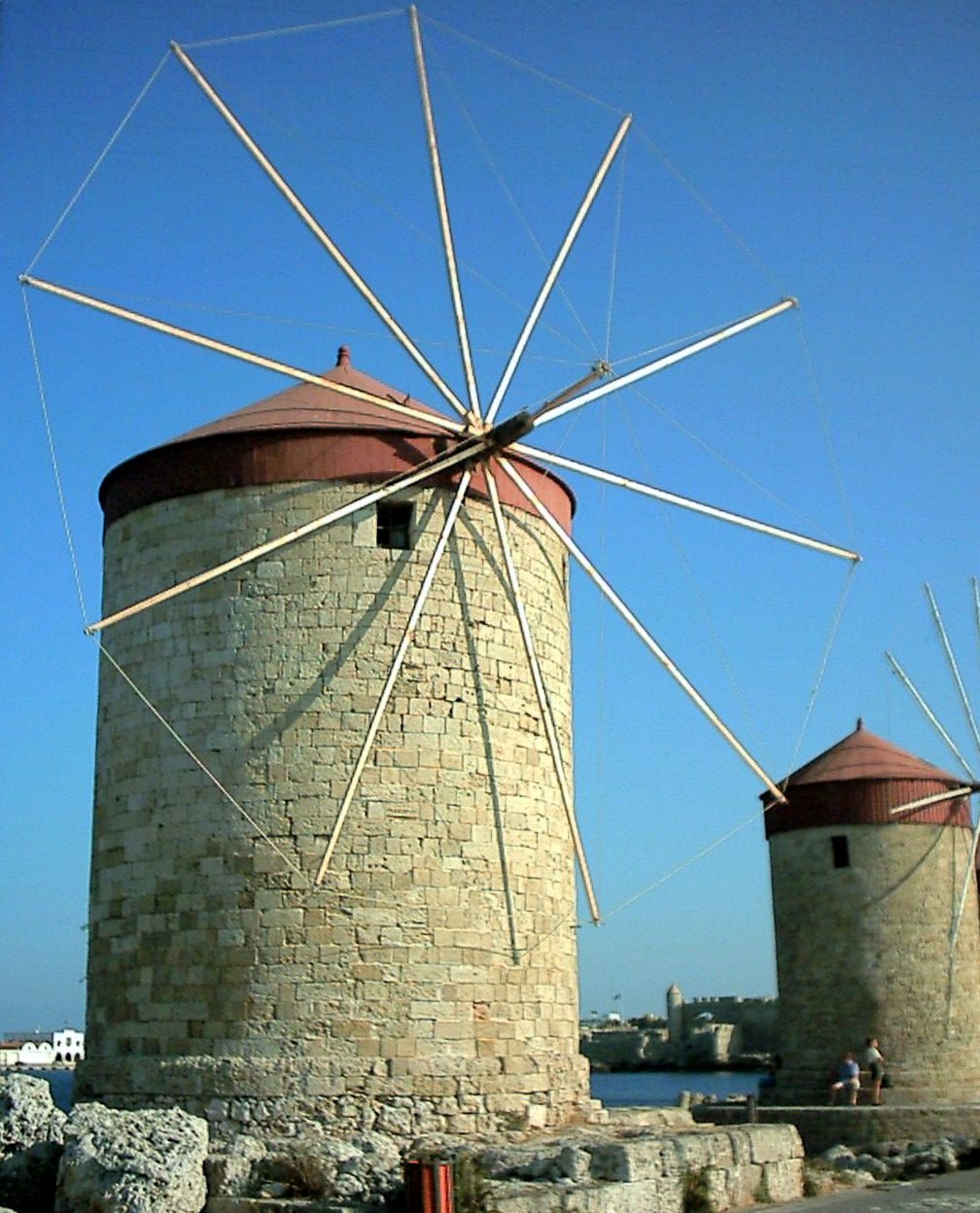
Ветряные мельницы

С прибытием в 1309 году рыцарей иоаннитов город Родос стал центром Ордена. Порт города переживал значительный расцвет. Паломники, направлявшиеся в Святые места, останавливались здесь по пути в Иерусалим. Были возведены новые здания, реконструированы и усилены крепостные укрепления. В эту эпоху Родос приобрел вид средневекового города. Изнутри стена разделяла его на две неравные части — меньшую Коллакио и большую Хору или Бурго (Burgus). Основную ось Коллакио составляла улица Рыцарей (Иппотон). Здесь находились дворец Великих Магистров, административный центр, католический кафедральный собор, госпиталь, резиденция разных «языков», дома рыцарей, пристань и арсенал. Хора и Бурго находились к югу от Коллакио. На территории внутри её стен стояли дома проживавших в городе представителей различных национальностей, в том числе греков и евреев, рынок, православные и католические церкви, синагога, общественные здания и казармы. Архитектуру Эпохи владычества Рыцарей можно разделить на два периода. В первый период (1309—1480) получил распространение готический стиль с некоторыми вариациями. Мастера, работавшие в это время были местными, поэтому их созданиям и присущи также некоторые византийские элементы. Во второй период (1480—1522), начало которого относится к первой осаде турками (1480) и разрушительному землетрясению 1481 года, получает развитие позднеготическое искусство, испытавшее влияния искусства итальянского Возрождения. В годы второго периода крепостные укрепления и общественные здания были восстановлены после разрушений, причиненных осадой турок и землетрясением.
Из всех Великих Магистров особое внимание усилению фортификационных укреплений уделил д’Обюссон. Крепостные стены, окружавшие город имели в периметре 4 км и располагали также рвом, который на многих участках был двойным. Фортификационные сооружения включали стены, защищавшие город с суши, стены порта и стены портовых молов. Каждому «языку» было отведено особое место, которое он должен был защищать в случае вражеского нападения. В целом крепость имела семь ворот: ворота Святого Павла на северном конце крепости, сообщавшиеся с башней Nallac на краю северного мола порта, ворота д’Амбуаза, построенные в 1512 году, ворота Святого Афанасия в юго-западной части города, ворота Коскину, которые назывались также воротами Святого Иоанна, ворота Святой Екатерины или ворота Мельниц, второе название которых обязано стоявшим на молу 14 мельницам (сохранились только 3), Морские ворота в центре Торгового порта и, наконец к северу — Портовые ворота. На отдельных участках крепостные укрепления были усилены башнями — башней Испании, башней Богородицы, башней Святого Павла (на краю северного мола) и башней Святого Николая (на краю южного мола).

### Турецкое владычество

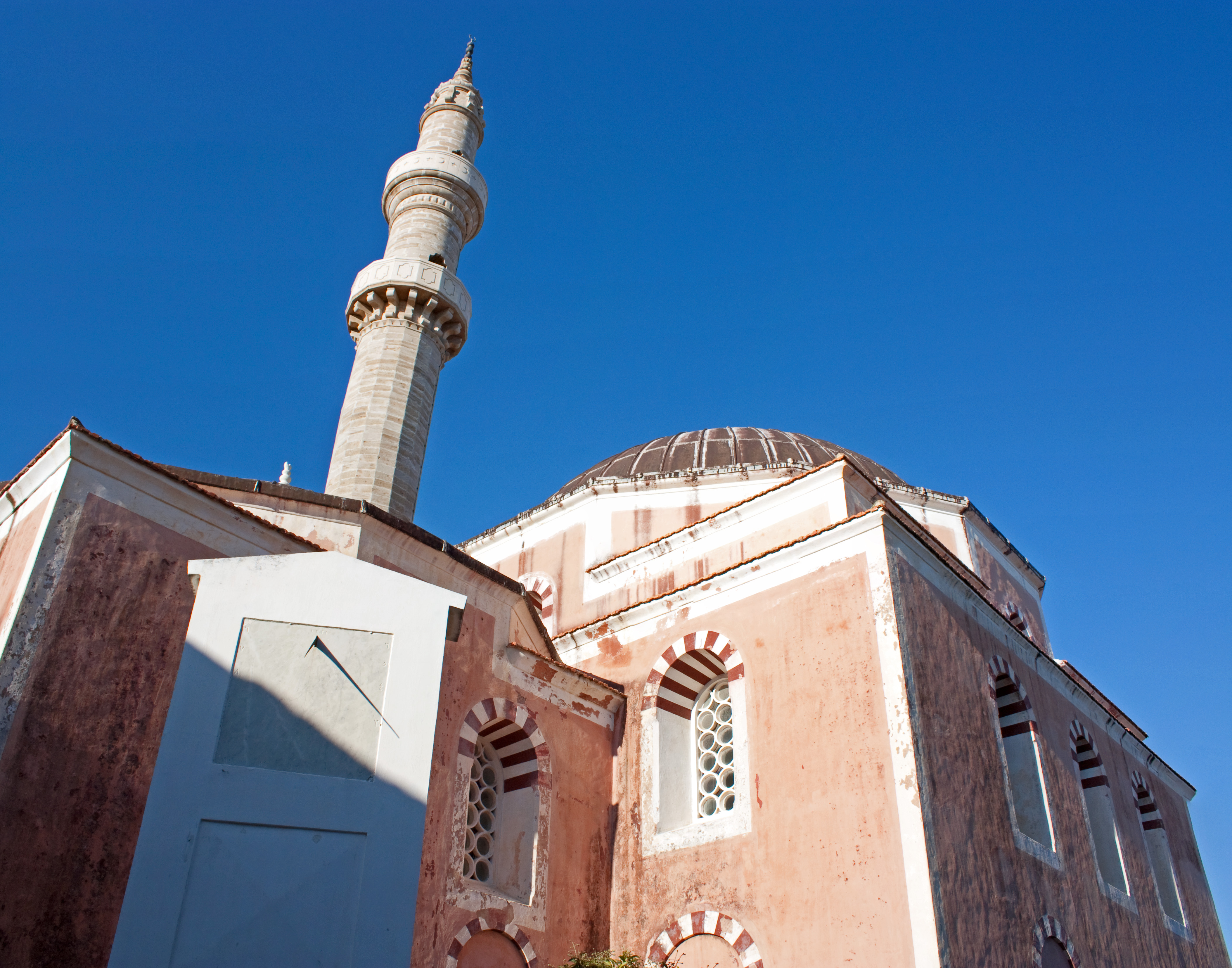
Мечеть Сулеймана

После захвата Родоса войсками Сулеймана Великолепного в 1522 году греки были изгнаны из укрепленного города и поселились за его пределами в новообразовавшихся кварталах, которые назывались «марасиа». Обосновавшиеся в городе турки не нуждались в строительстве новых домов. Они использовали существующие здания, к которым сделали пристройки, приспособив их для собственных потребностей. Церкви были превращены в мечети с пристроенными минаретами, тогда как дома христиан с пристроенными «сахниси» вполне соответствовали запросам новых владельцев. Заново были построены только несколько мечетей, три храма, некоторые торговые помещения и рыночные склады.
Сменив турок в 1912 году, итальянцы отстроили город, ликвидировав пристройки, сделанные турками. Они же построили здание в порту Мандраки и вокруг средневекового города.

### Новый Город
Новый город возник вследствие переселения жителей на территорию вне крепостных стен после захвата Родоса в 1522 году. Однако основные постройки и восстановительные работы относятся главным образом ко времени итальянской оккупации (генплан города составил в 1926 году и реализовал архитектор Флорестано ди Фаусто). В то же время итальянцы украсили его сооружениями неоготического и венецианского стиля, многие из которых сохранились до сих пор, создавая тем самым особый облик города, прежде всего в районе порта. Современный город сосредоточил на своей территории большинство занятого населения острова и характеризуется тщательно продуманной планировкой с широкими улицами и большим числом парков и площадей. Высоко развитая туристическая индустрия города имела своим следствием появление множества гостиниц, которые отличаются изысканными удобствами и соответствием современной эстетике. Сюда же относится и большинство центров отдыха, благодаря которым жизнь в городе продолжается до утра, придавая ему космополитический колорит.
В восточной части Родоса находится порт Акантия, а к востоку за ним следует Торговый порт, на месте которого в древности располагался так называемый Большой порт. В этом районе находилась в древности «Дейгма» (досл.: «Образец (товара)») — комплекс богато украшенных строений, игравший роль торгового центра. К сожалению, от этого комплекса ничего не сохранилось, как и от древней агоры и знаменитого театра Диониса, помещаемых археологами возле Большого порта. Третий порт античного Родоса был военным и отождествляется с нынешним Мандраки, который находится к западу от Торгового порта. Мандраки — одно из самых живописных мест на всем острове, где жизнь кипит в течение круглого года. Картина, состоящая из рыбачьих челнов, экскурсионных судов и яхт гостей острова, приобретает особое очарование, если вспомнить, что, согласно традиции, именно здесь стоял, широко расставив ноги, Колосс, который осуществлял надзор за прибывшими в порт кораблями. В тех пунктах, где ноги Колосса упирались в землю, — перед башней Святого Николая и на противоположном молу, — стоят теперь на колоннах две бронзовые статуи оленей, являющихся своего рода эмблемой современного Родоса. Мол Святого Николая украшают также три мельницы — единственные уцелевшие из тринадцати ветряных мельниц времен владычества Рыцарей.

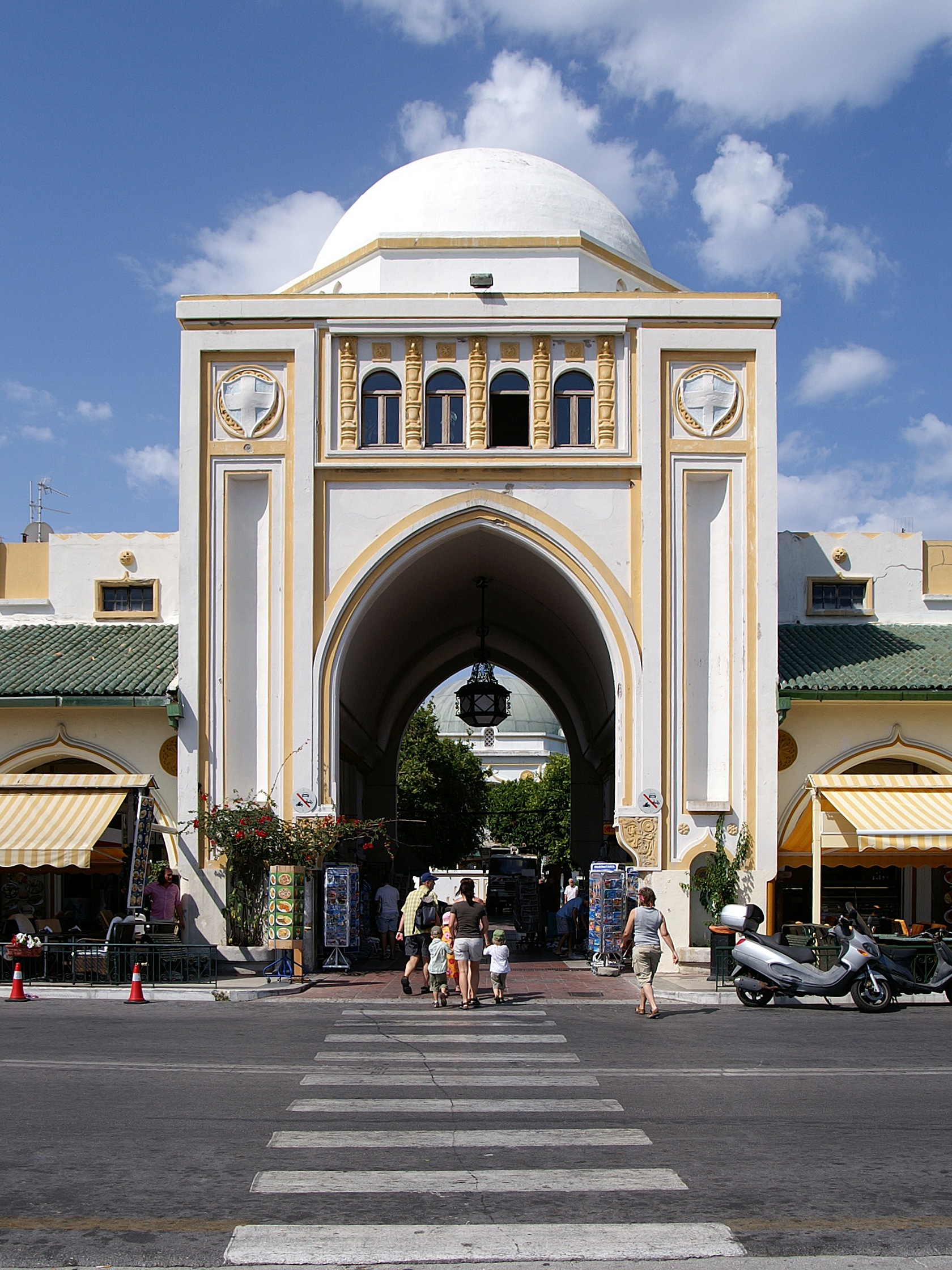
Вид на Новый Рынок, построенный во времена итальянской оккупации

Большую часть Мандраки занимает Новый Рынок (архитектор Флорестано ди Фаусто) — впечатляющее здание времен итальянской оккупации. В настоящее время здесь бывает множество посетителей, приходящих сюда в рестораны, кафе и магазины. Это место встреч не только гостей города, но и местных жителей. За Новым Рынком, у площади Римини парк дворца Великих Магистров, соответственно оборудованный для спектаклей светомузыки. В этом же районе каждое утро устанавливают свои мольберты странствующие художники Родоса, которые с невероятной точностью и быстротой рисуют портреты прохожих. Другое место сбора художников находится в идиллической местности «Платанакия» на улице Орфеос в Старом Городе, вблизи ворот д’Амбуаза.
К северу от порта можно увидеть ряд весьма интересных сооружений. Первое из них — Благовещенская церковь, являющаяся митрополичным собором Родоса, который был построен итальянцами как кафедральный собор, посвящённый Святому Иоанну. За церковью следуют здания Архиепископа и Дворец Правления, архитектура которого представляет собой смешение византийского, средневекового и испанского стилей. Чуть далее к северу находится мечеть Мюрат Реиза, построенная на месте католической церкви Святого Антония. Это была постройка Сулеймана II Великолепного, которая являлась турецким кладбищем для именитых особ. На крайнем северном участке Мандраки высится здание Аквариума — одного из лучших в своём роде. Аквариум представляет фауну не только греческих, но и тропических морей, которые находятся в 25 резервуарах, расположенных наподобие запутанного лабиринта. Отсюда начинается побережье Родоса с благоустроенными пляжами, которые с мая до октября принимают множество отдыхающих.
Заслуживает внимание также посещение находящегося в нескольких километрах к югу от центра города пышного парка Родини с каналами и небольшими озёрами, а также зоопарком.
Всюду в Новом городе можно найти центры отдыха (дискотеки, бары, таверны с греческой музыкой), большинство из которых находится за северным участком городской стены, к западу от Мандраки. Возле набережной Миаули находится казино Родоса, а на площади Василисис Ольгас находится национальный театр. Выступление художественных коллективов, исполняющих народные танцы, в летние месяцы очень часто происходит в Театре Народного Танца, который находится в Старом Городе на улице Андронику. Кроме того, город Родос представляет своим гостям широкие возможности совершить покупки. Здесь находится всемирно известный рынок парфюмерии и напитков, а также имеется широкий ассортимент зонтов. Остров славится также своими винами, прежде всего шампанским марки КАИР.

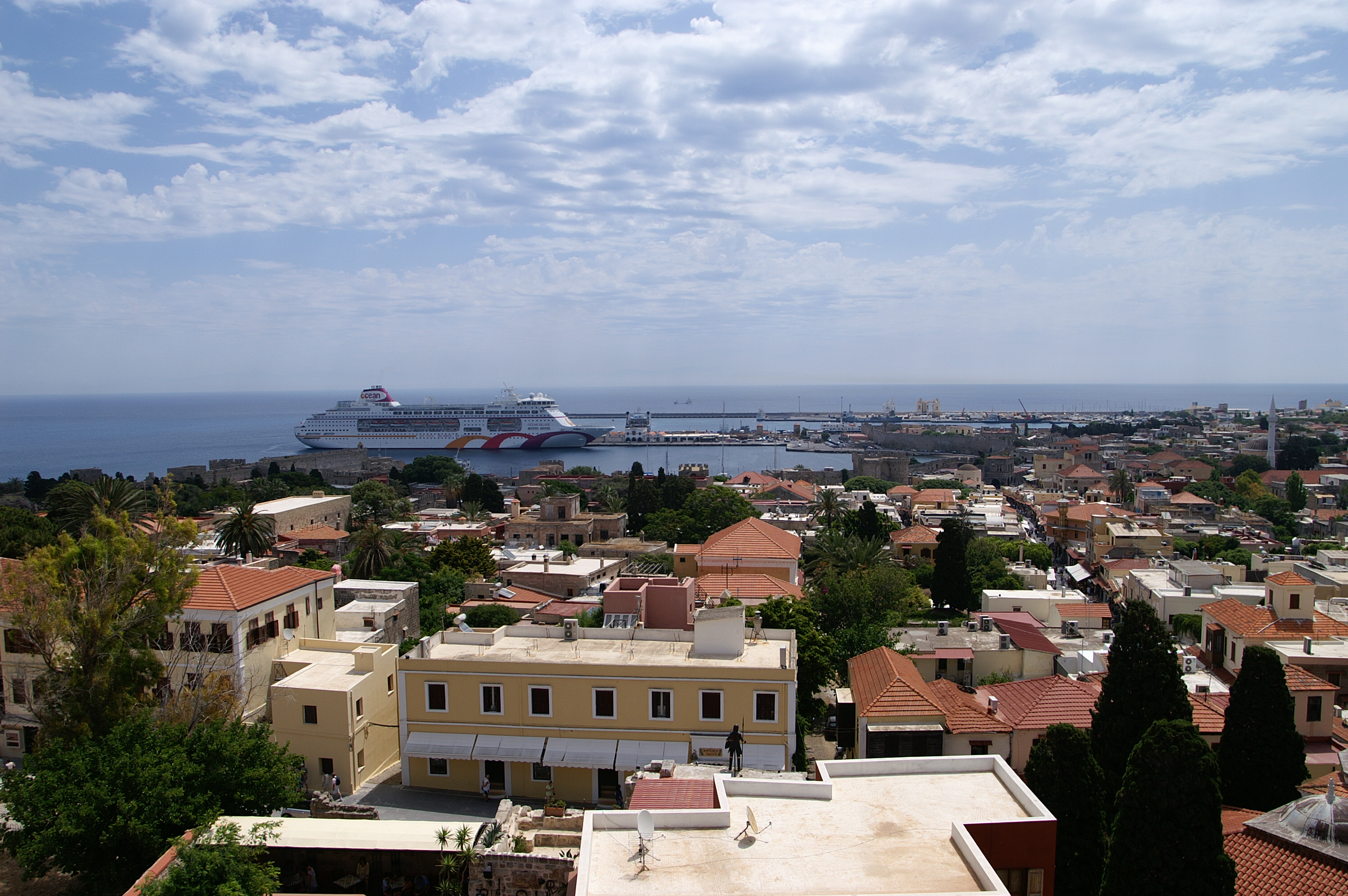
Вид на город Родос

## Сообщество Родос
В общинное сообщество Родос входят три населённых пункта. Население 50 636 человек по переписи 2011 года. Площадь 19,481 км².
| Населённый пункт | Население (2011), человек |
| ---------------- | ------------------------- |
| Критика          | 181                       |
| Родос            | 49 541                    |
| Сгуру            | 914                       |

## Население
| Год  | Население, человек |
| ---- | ------------------ |
| 1951 | 24 280             |
| 1961 | 28 119             |
| 1971 | 33 100             |
| 1981 | 41 425             |
| 1991 | 46 372             |
| 2001 | 53 640             |
| 2011 | ↘ 49 541           |

## Климат

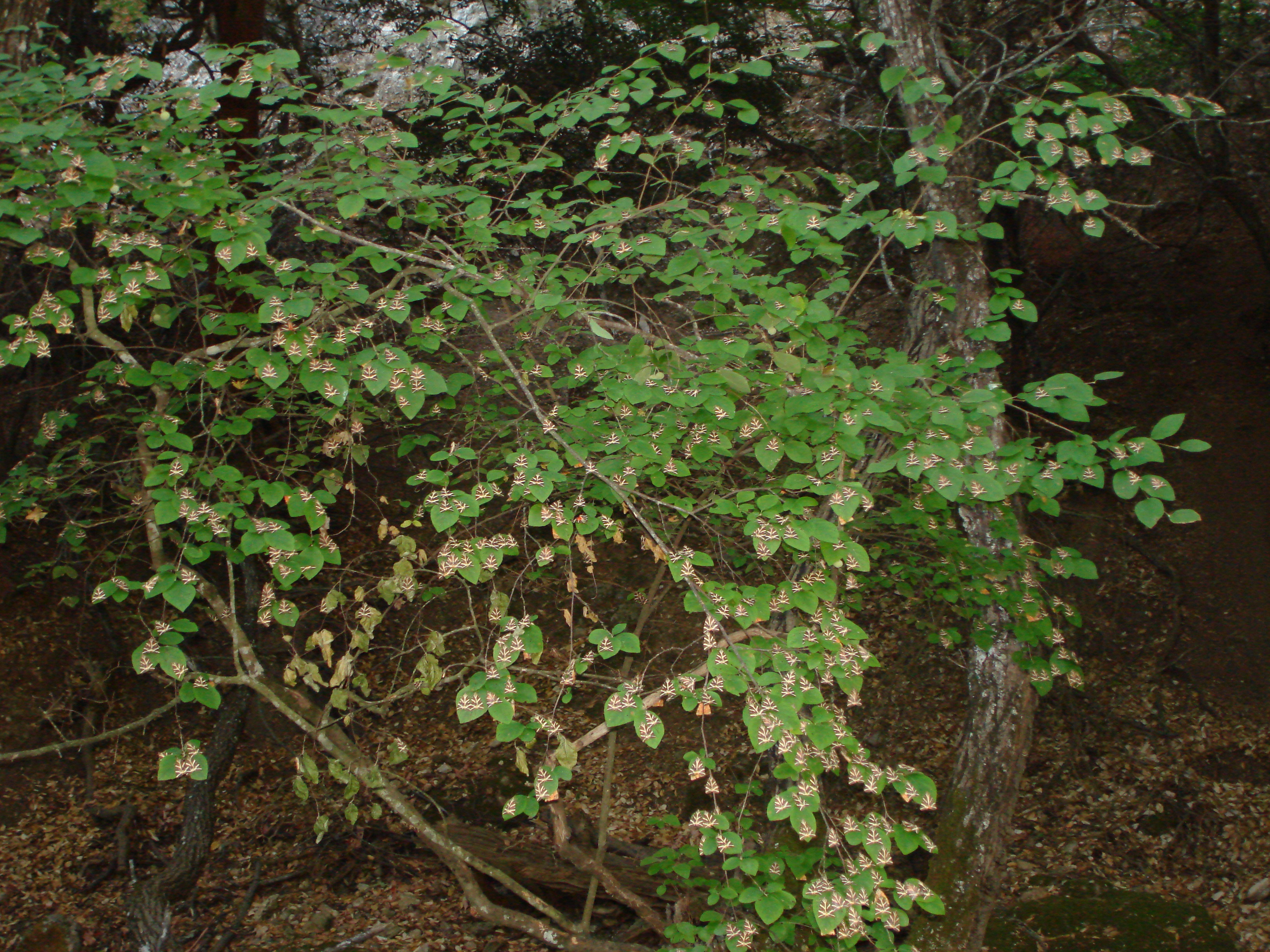
Долина бабочек Петалудес

Климат Родоса — средиземноморский, со средней температурой 18—20 °С, с мягкой зимой и свежим летом, что обусловлено дующими летом северо-восточными ветрами, с большим числом солнечных дней (около 300 в год) и высокой влажностью.
| Показатель                             | Янв.  | Фев.  | Март | Апр. | Май  | Июнь | Июль | Авг. | Сен. | Окт. | Нояб. | Дек.  | Год  |
| -------------------------------------- | ----- | ----- | ---- | ---- | ---- | ---- | ---- | ---- | ---- | ---- | ----- | ----- | ---- |
| Абсолютный максимум, °C                | 20    | 21    | 27   | 27   | 32   | 35   | 38   | 37   | 35   | 32   | 28    | 21    | 38   |
| Средний суточный максимум, °C          | 14    | 14    | 16   | 19   | 23   | 27   | 29   | 29   | 27   | 23   | 19    | 16    | 21   |
| Средняя температура, °C                | 12    | 12    | 13   | 16   | 20   | 22   | 23   | 26   | 26   | 24   | 21    | 16    | 19   |
| Средний суточный минимум, °C           | 9     | 9     | 11   | 13   | 16   | 20   | 22   | 23   | 21   | 18   | 13    | 11    | 16   |
| Абсолютный минимум, °C                 | −3    | 0     | −2   | 1    | 7    | 10   | 12   | 17   | 16   | 13   | 11    | 2     | −3   |
| Норма осадков, мм                      | 147,8 | 117,7 | 75,3 | 24,0 | 14,0 | 2,9  | 0,1  | 0,1  | 7,1  | 64,3 | 88,4  | 145,3 | 687  |
| Температура воды, °C                   | 17    | 16    | 16   | 18   | 20   | 24   | 25   | 26   | 25   | 24   | 21    | 18    | 20,5 |
| Источник: Weatherbase и Weather.gov.hk |       |       |      |      |      |      |      |      |      |      |       |       |      |

## Международные отношения
Иностранные государства с консульствами в Родосе:
1. Австрия
2. Бельгия
3. Дания
4. Финляндия
5. Франция
6. Германия
7. Венгрия
8. Италия
9. Нидерланды
10. Испания
11. Швеция
12. Турция
13. Великобритания

## Города-побратимы
У Родоса 13 побратимов:
1. Авила (Испания)
2. Нью-Браунфелс (США)
3. Конш-ан-Уш (Франция)
4. Грис[англ.] (США)
5. Лимасол (Кипр)
6. Перт (Австралия)
7. Пуэбла-де-Сарагоса (Мексика)
8. Род-Айленд (США)
9. Росас (Испания)
10. Валлетта (Мальта)
11. Висбю (Швеция)
12. Ялта (Россия/Украина[26])
13. Пиза (Италия)

## Галерея

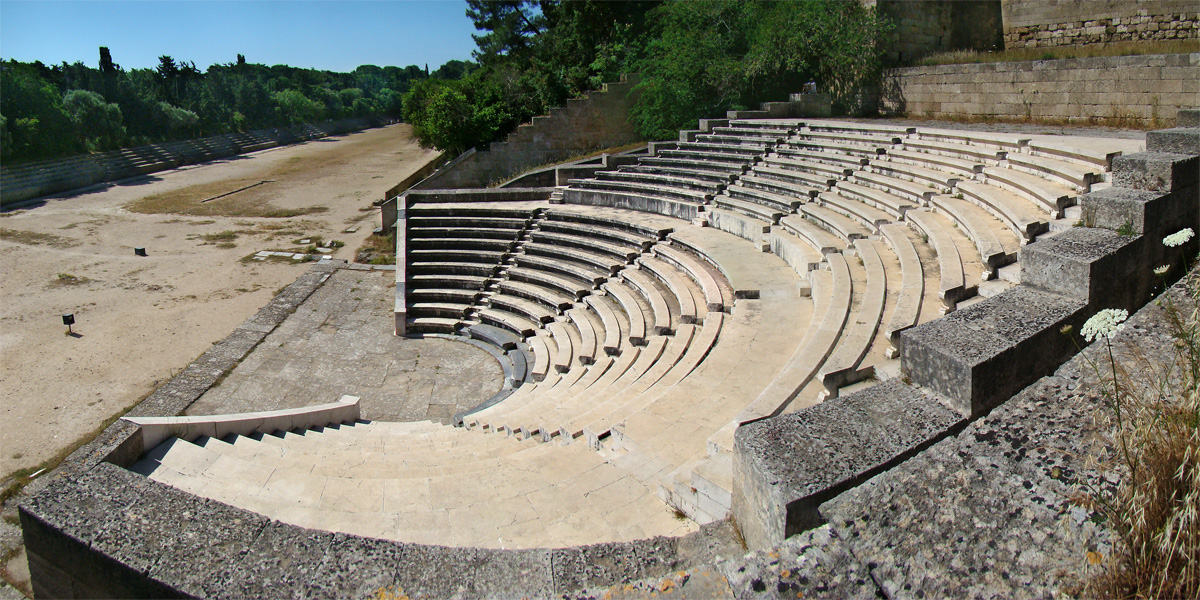
Античный театр — Родосский акрополь
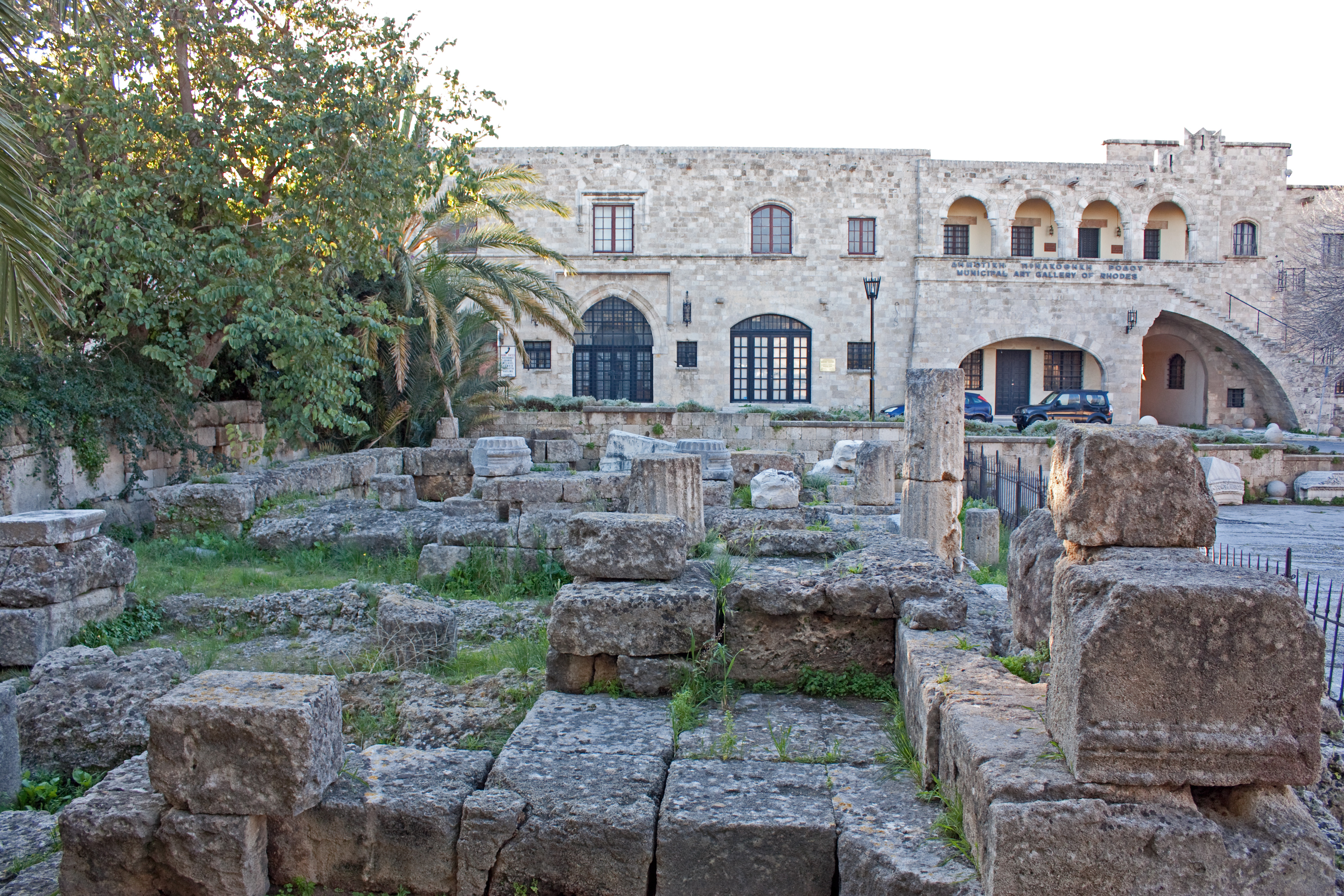
Остатки Храма Афродиты, около 3-го века до н. э.
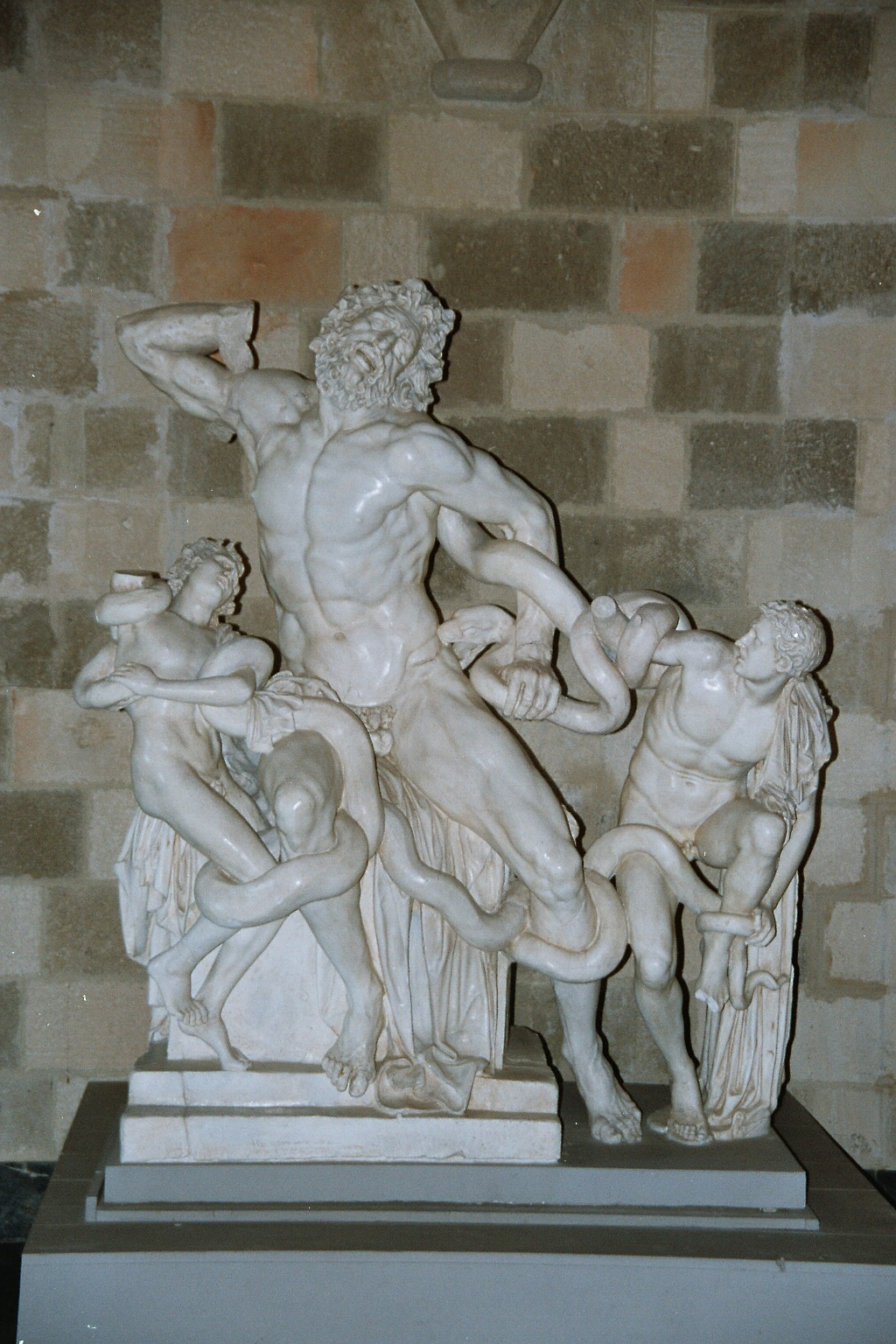
Лаокоон и его сыновья; Дворец Великого Магистра
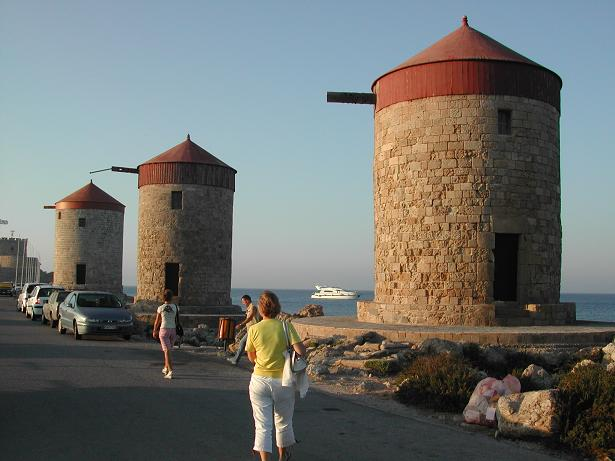
Ветряные мельницы
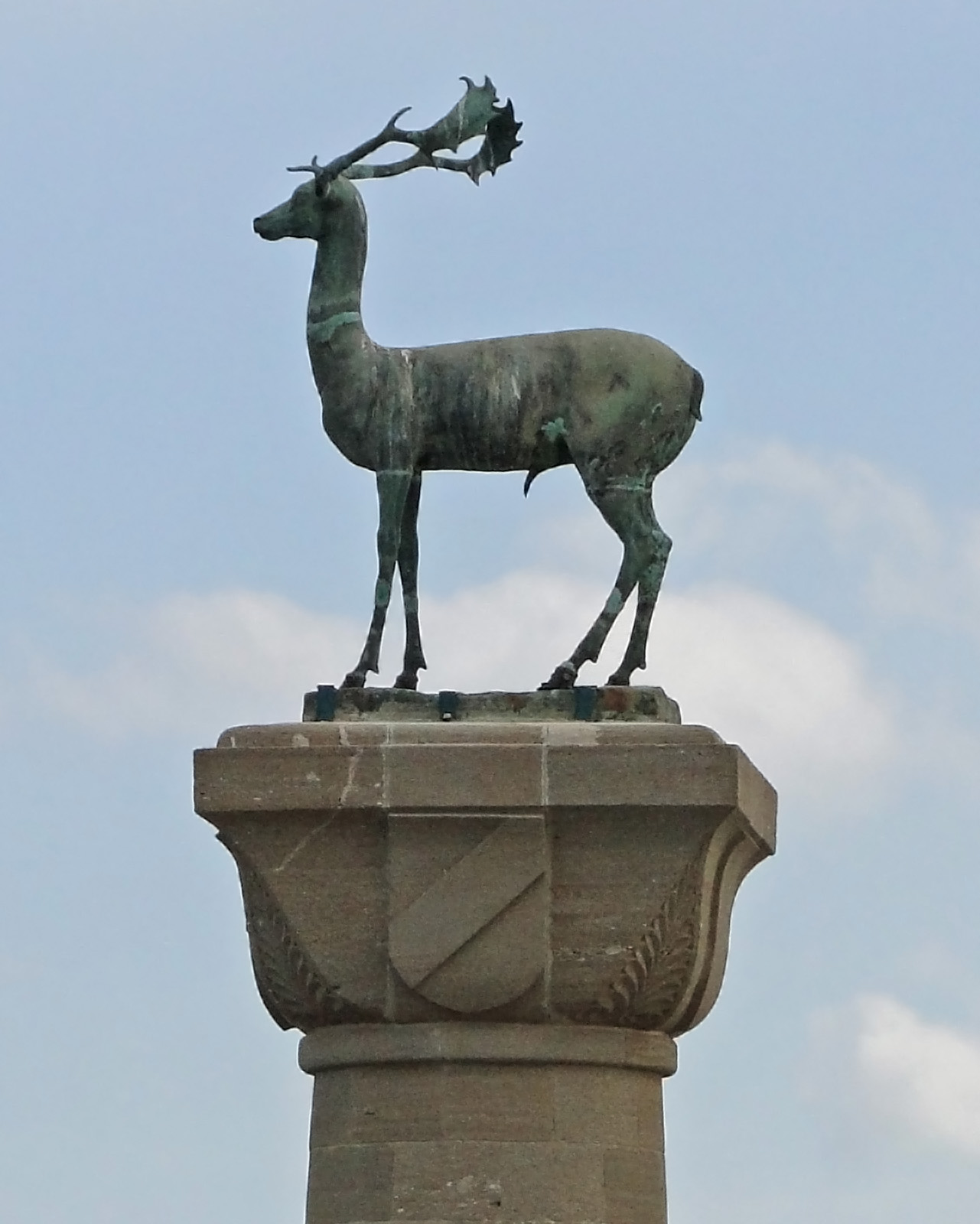
Бронзовый олень в гавани
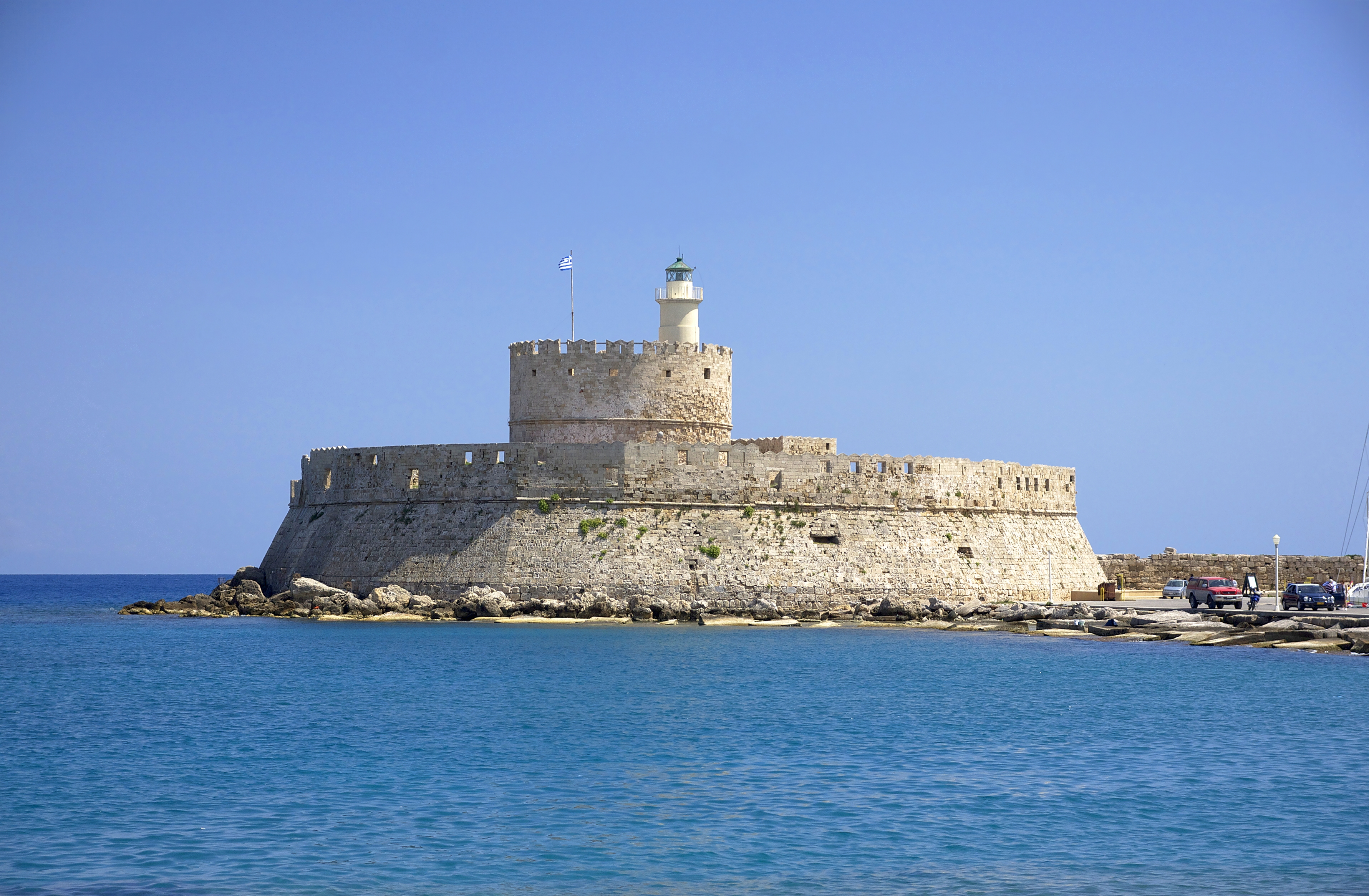
Форт Святого Николая
Военный мемориал
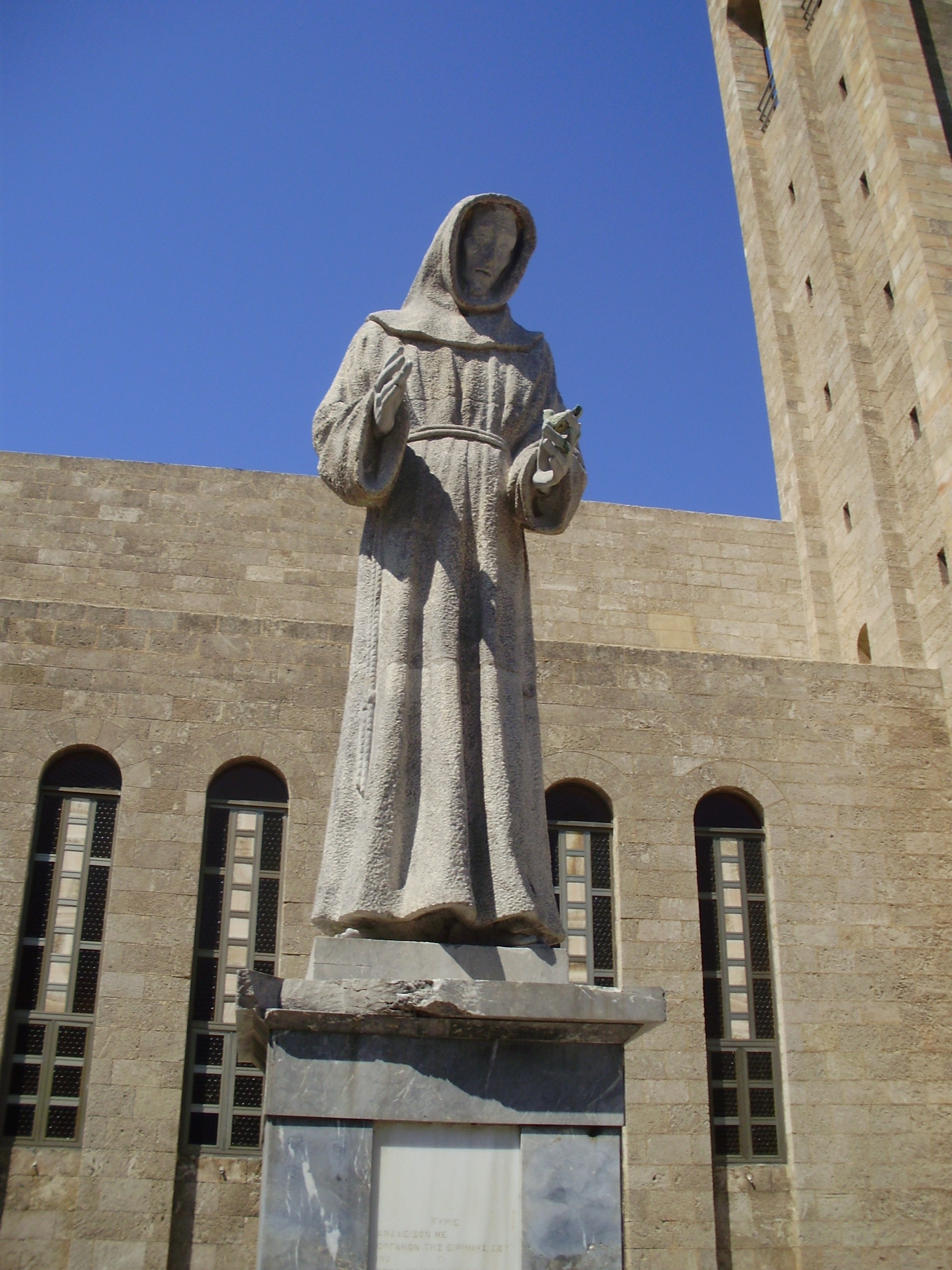
Статуя Франциска Ассизского в средневековом городе
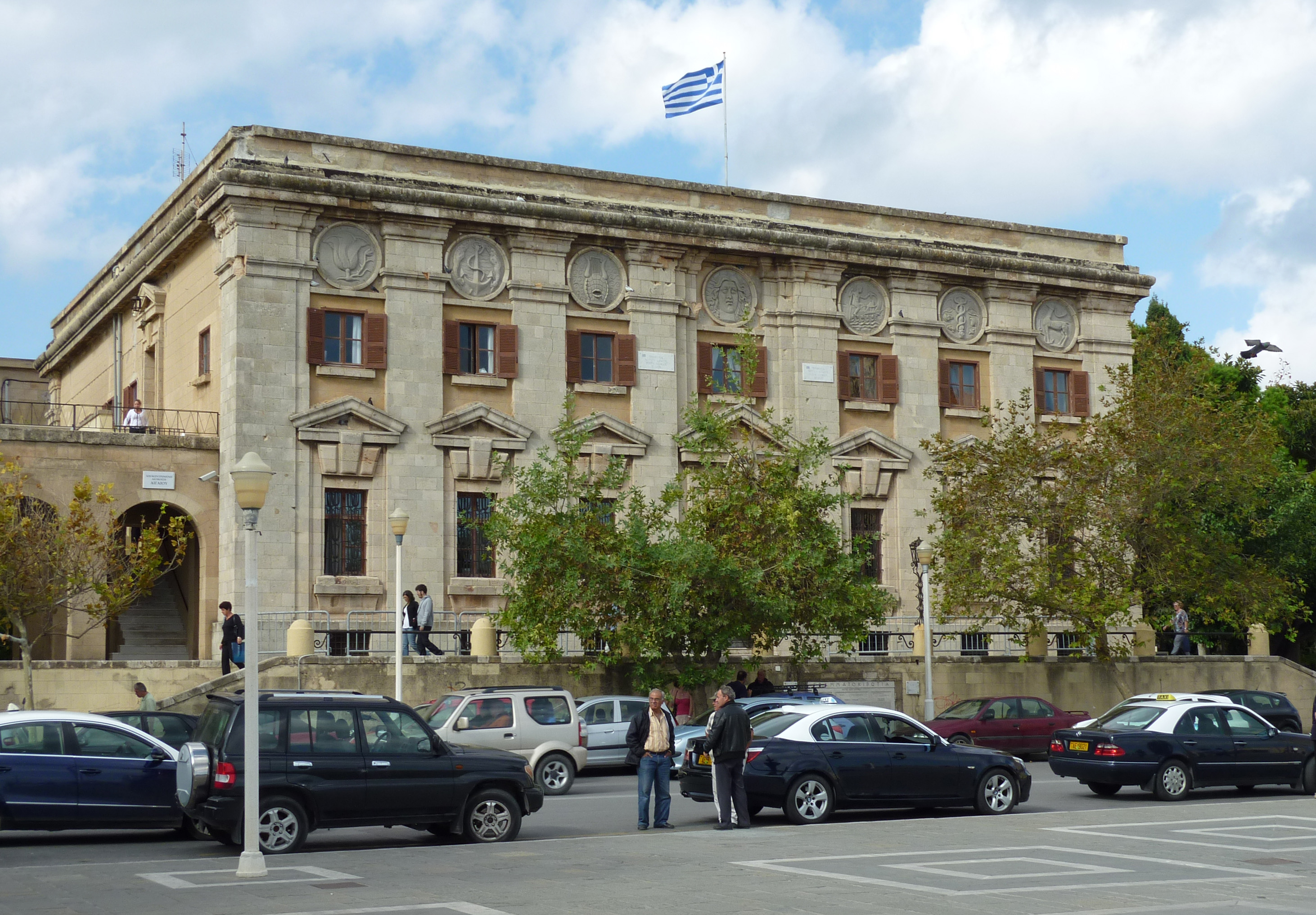
Главное почтовое отделение
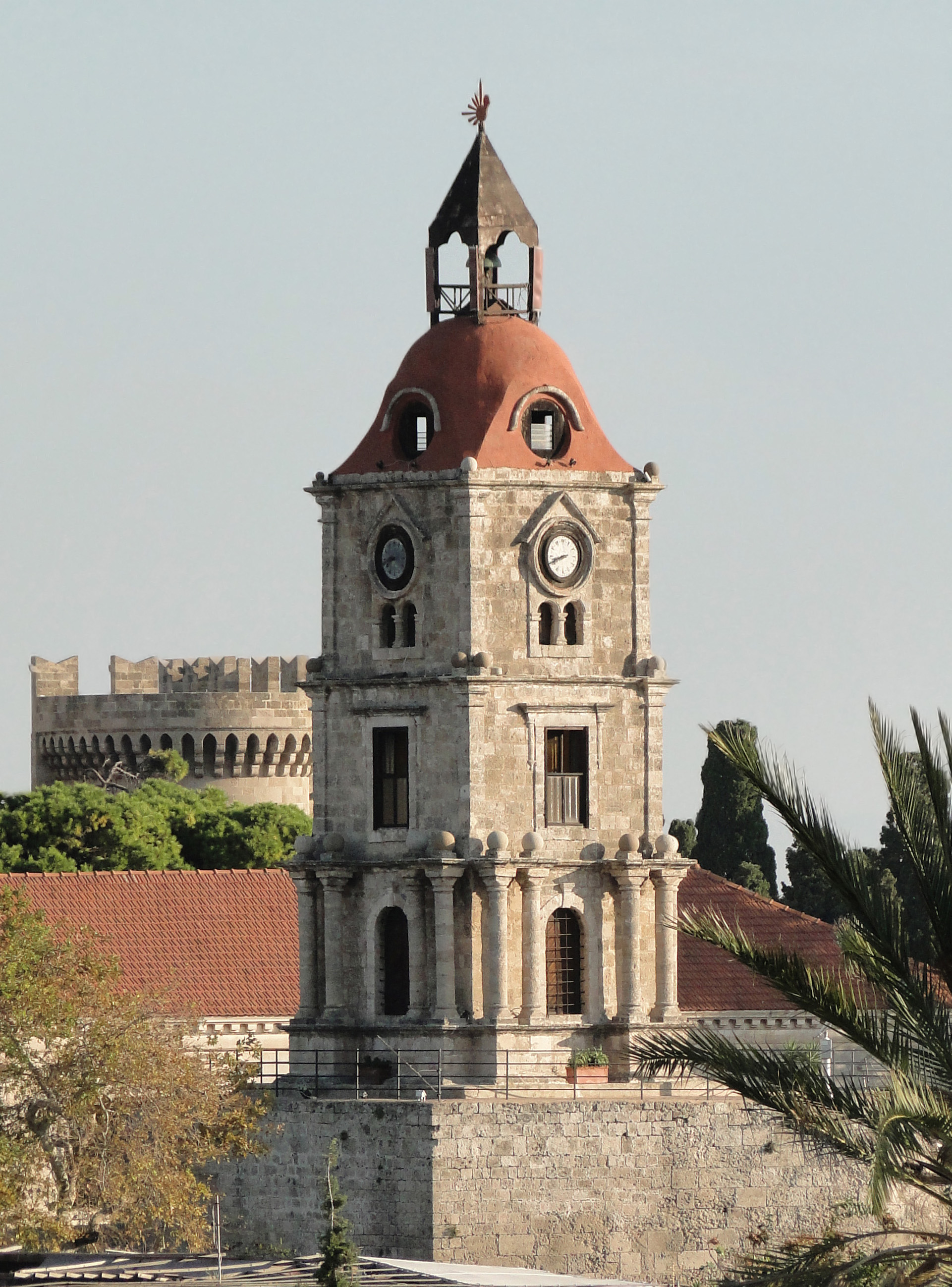
Часовая башня
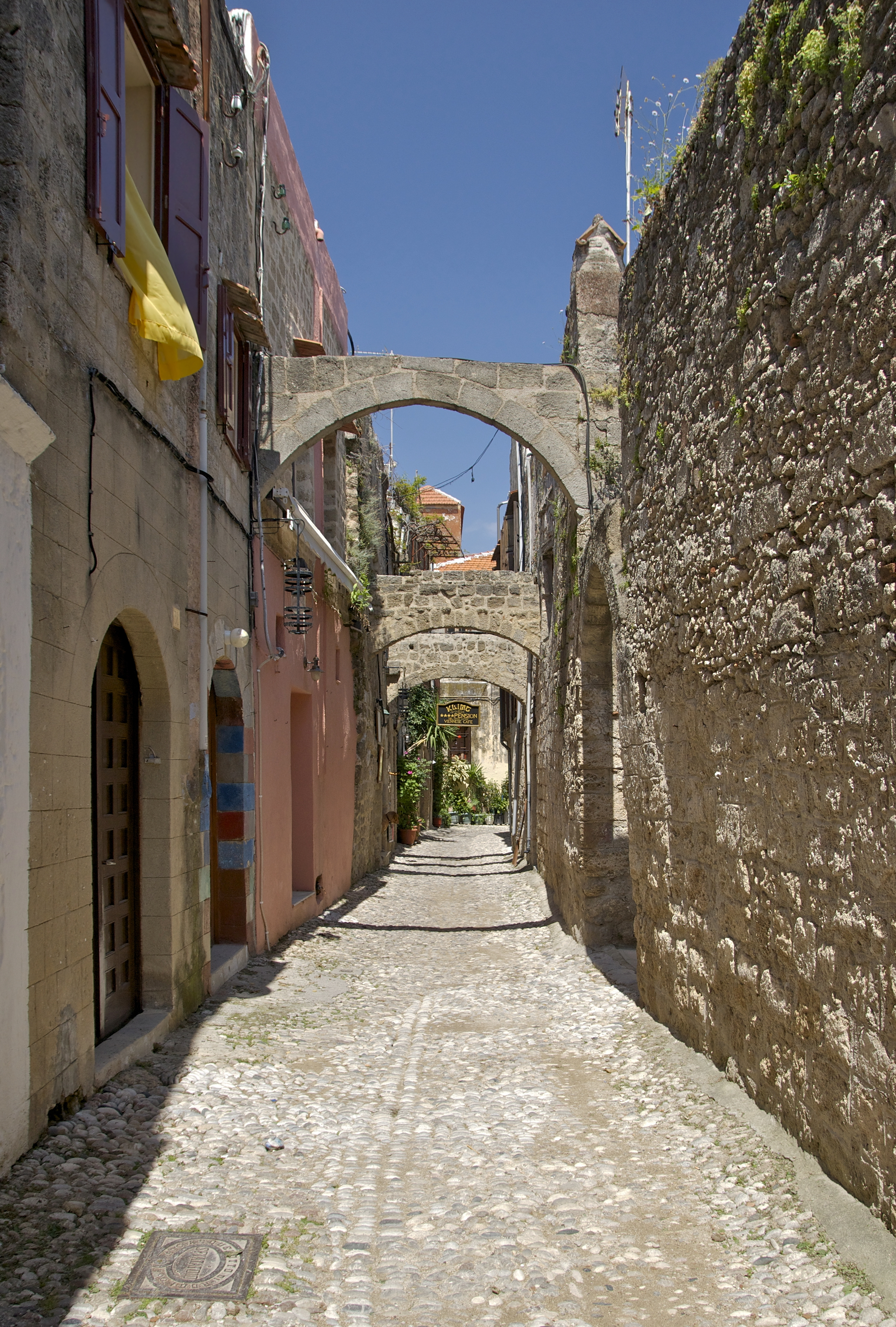
Старая улица
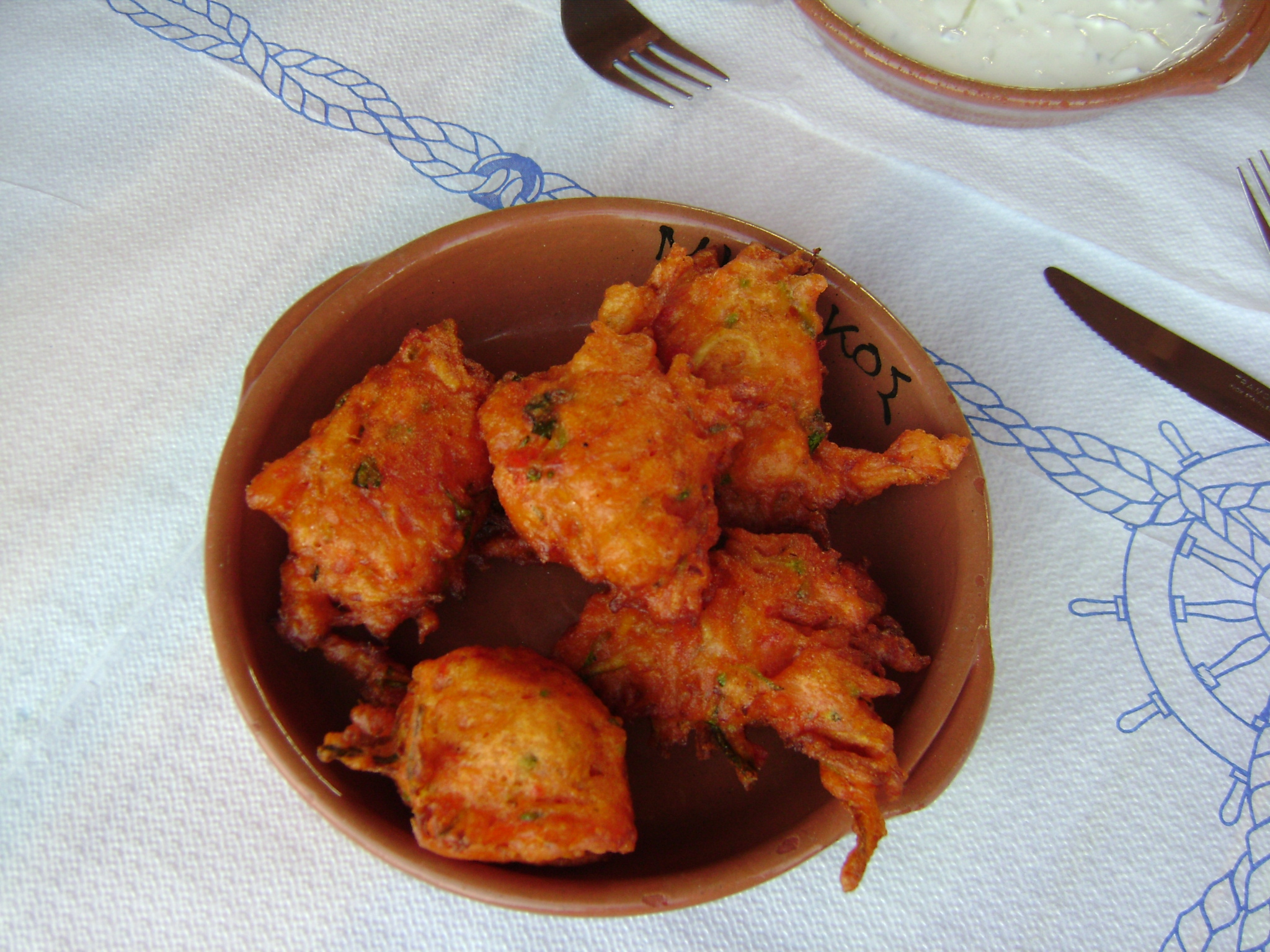
Питарудия — традиционная еда из Родоса и Додеканнеса